# Мотоявата (станция)
Станция Мотоявата (яп. 本八幡駅 мотоявата эки) — железнодорожная станция на линиях Тюо-Собу и Синдзюку, расположенная в городе Итикава префектуры Тиба. На станции установлены автоматические платформенные ворота.
Для линии Синдзюку станция является конечной.

## Планировка станции
Станция разделена на две секции: поднятая над землёй станция JR, подземная станция метрополитена. Станции соединены переходами.
На станции JR одна платформа островного типа и 2 пути. Для двух путей, по которым проходят скорые поезда, платформы не предусмотрены.
На станции метро так же одна платформа островного типа и 2 пути. В то время как с одной стороны станция метро соединяется переходом со станцией JR, с другой стороны она соединена со станцией Кэйсэй-Явата линии Кэйсэй.

## История
Станция была открыта на линии Собу 1 сентября 1935 года.
Станция линии Синдзюку была открыта 19 марта 1989 года.

## Близлежащие станции
| «                                           | «                    | Вид обслуживания     | »                    | »                    |
| JR East                                     | JR East              | JR East              | JR East              | JR East              |
| Линия Собу (Местная)                        | Линия Собу (Местная) | Линия Собу (Местная) | Линия Собу (Местная) | Линия Собу (Местная) |
| ------------------------------------------- | -------------------- | -------------------- | -------------------- | -------------------- |
| Симоса-Накаяма                              | Симоса-Накаяма       | -                    | Итикава              | Итикава              |
| Tokyo Metropolitan Bureau of Transportation |                      |                      |                      |                      |
| Линия Синдзюку                              |                      |                      |                      |                      |
| Конечная станция                            | Конечная станция     | Local                | Синодзаки            | Синодзаки            |
| Конечная станция                            | Конечная станция     | Express              | Фунабори             | Фунабори             |